# سفارة النرويج في المملكة المتحدة
سفارة النرويج في المملكة المتحدة هي أرفع تمثيل دبلوماسي لدولة النرويج لدى المملكة المتحدة. تقع السفارة في SW postcode area ‏ وهي تهدف لتعزيز المصالح النرويجية في المملكة المتحدة.

## وصلات خارجية
- الموقع الرسمي
- قائمة سفارات النرويج
- قائمة السفارات في المملكة المتحدة